# Метод Мен
Метод Мен е артистичният псевдоним на Клифърд Смит (на английски: Clifford Smith) – американски рапър, продуцент и актьор, роден на 2 март 1971 г.. Известен е най-вече като член на колектива от Източното крайбрежие Wu-Tang clan. Също така е част от хип-хоп дуото Method Man & Redman. Клифърд Смит взема псевдонима си от филма Method Man (1979). През 1996 г. печели награда „Грами“ за най-добро рап изпълнение на дует или група „Аз ще бъда там за теб/Ти си всичко, което ми е нужно“, с американската R&B певица Мери Джей Блайдж.
Метод Ман е участвал във филми като Belly, How High, Garden State, The Wackness, Venom, Red Tails, Keanu и The Cobbler. През 2016 г. участва в Marvel's Luke Cage, излъчван по Netflix.